# Sabratha

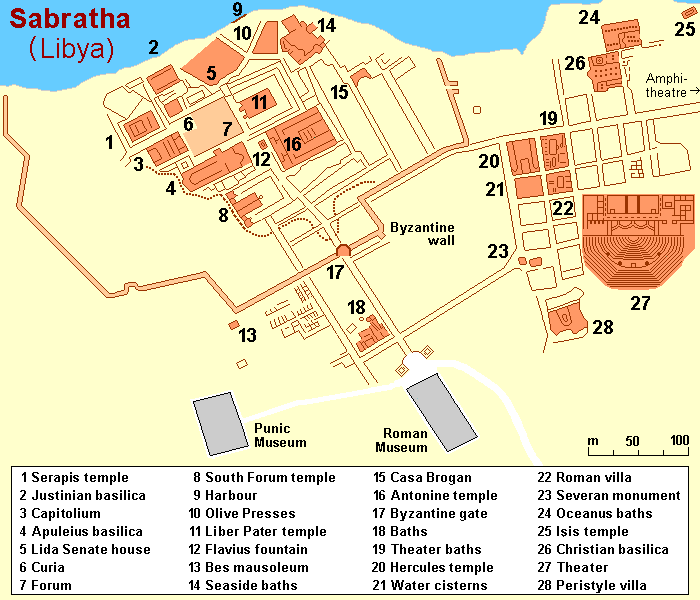
Bản đồ Sabratha

Sabratha, Sabratah hay Siburata (tiếng Ả Rập: صبراتة), thuộc quận Az Zawiyah nằm ở góc tây bắc của đất nước Libya, từng là điểm cực tây của "ba đô thị" của Tripolis La Mã. Từ 2001 đến 2007, nơi đây là thủ phủ của huyện Sabratha wa Sorman. Nó nằm bên bờ Địa Trung Hải và nằm cách phía tây của Tripoli 70 km (43 mi). Khu khảo cổ còn lại được bảo tồn và đã được UNESCO ghi nhận là Di sản Thế giới vào năm 1982.

## Sabratha cổ đại
Cảng Sabratha có thể đã được lập ra vào năm 500 TCN, đóng vai trò như một địa điểm giao thương của Phoenicia trên khu vực ven biển và vùng nội địa châu Phi. Người Phoenicia đã lấy tên bằng tiếng Lybico-Berber 'Sbrt'n', vốn là tên từ trước khi người Phoenicia đến làm tên gọi chính thức. Sabratha trở thành một phần của vương quốc Numidia của Massinissa trong một thời gian ngắn trước khi bị La Mã hóa và được tái xây dựng vào thế kỷ 2 và 3 SCN. Hoàng đế Septimus Severus được sinh ra gần Leptis Magna, và Sabratha đã đạt tới sự phát triển cực thịnh dưới thời Severans. Thành phố bị thiệt hại nghiêm trọng bởi các vụ động đất vào thế kỷ 4, đặc biệt là vào năm 365. Thành phố được tái xây dựng dưới thời Byzantine. Sau hàng trăm năm người Ả Rập chinh phục Maghreb, việc giao thương đã chuyển địa điểm tới các cảng khác và Sabratha bị co lại thành một ngôi làng.

## Di chỉ khảo cổ
Với Nhà hát tại Sabratha vẫn giữ lại được ba tầng kiến trúc cơ bản, Sabratha còn có điện thờ được thiết kế dành riêng cho thần Liber Pater, Serapis và Isis. Ngoài ra còn có một Nhà thờ Thiên Chúa giáo được xây dựng dưới thời Justinian và một số tàn tích của các phòng ốc của thời La Mã, như Villa Sileen, gấnAl-Khams. Một số di tích nhà tắm cổ nhìn ra biển và các bảo tàng chứa nhiều châu báu, nhưng hiện chúng được cất giữ tại bảo tàng quốc gia ở Tripoli.
Năm 1943, trong Chiến tranh thế giới thứ hai, nhà khảo cổ học Max Mallowan là chồng của tiểu thuyết gia Agatha Christie làm việc tại Sabratha với tư cách là trợ lý cho Cán bộ Nội vụ cấp cao của tỉnh Tây của Tripolitania. Nhiệm vụ chính của ông là giám sát việc phân bổ ngũ cốc nhưng theo lời của Christie thì Mallowan sống trong một biệt thự kiểu Ý với sân nhìn ra biển, ăn thịt cá tươi và ôliu.